# Hugh Alastair Ford
Hugh Alastair Ford (1946) è un ornitologo australiano.
Nel 1973 si è trasferito in Australia, in primo luogo ad Adelaide e poi, nel 1977, presso l'Università del New England a Armidale. Egli è conosciuto per gli studi sui meliphagidae, uccelli selvatici, e il rapporto tra uccelli e piante.
Si è unito alla Royal Australasian Ornithologists Union (RAOU) nel 1975, ed è stato direttore della rivista RAOU Emu (1981-1985). Nel 1993 è stato insignito del D. L. Serventy Medal per l'eccellente lavoro pubblicato sugli uccelli nella regione Australasia. Inoltre ha scritto numerosi articoli scientifici e curato diversi libri.

## Opere principali
- Ford, Hugh A. (1989). Ecology of Birds. An Australian perspective. Australian Ecology Series. Surrey Beatty & Sons Pty Ltd: Sydney.
- Ford, Hugh A.; & Paton, D.C. (Eds). (1986). The Dynamic Partnership. Birds and plants in southern Australia. Handbooks of the Flora and Fauna of South Australia. Government Printer: Adelaide.
- Keast, Allen; Recher, H.F.; Ford, H.; & Saunders, D. (Eds). (1985). Birds of Eucalypt Forests and Woodlands: Ecology, Conservation, Management. Surrey Beatty & Sons Pty Ltd: Sydney.